# Trollface

O Trollface original

Trollface é um meme de rage comic de um personagem com um sorriso malicioso, usado para simbolizar trolls da Internet. É uma das faces de rage comic mais antigas e mais conhecidas.

## História
O Trollface foi desenhado no Microsoft Paint em 19 de setembro de 2008 por Carlos Ramirez, um estudante universitário de Oakland que tinha 18 anos e morava com seus pais. A imagem foi publicada na página do DeviantArt de Ramirez, "Whynne", como parte de um rage comic intitulado Trolls, sobre a natureza inútil de trolling na Internet. Ramirez postou a imagem no imageboard 4chan e em um dia outros usuários do site a compartilharam. Nos meses seguintes, o desenho de Ramirez rapidamente ganhou força no 4chan como o emoticon universal de um troll da Internet e um versátil personagem de rage comic. Do 4chan, o Trollface se espalhou para o Reddit e o Urban Dictionary em 2009, eventualmente alcançando outros sites de compartilhamento de imagens na Internet, como o Imgur e Facebook.

## Uso
O Trollface representa um troll; neste contexto, significa alguém que irrita os outros na Internet para se divertir. A história em quadrinhos original de Ramirez zombava de trolls; no entanto, a imagem é amplamente usada por trolls. O Trollface foi descrito como o equivalente na Internet da provocação infantil "nyah nyah nyah nyah nyah nyah" ou colocar a língua para fora. A imagem costuma ser acompanhada por frases como "Problem?" ou "You mad, bro?".
Versões racistas e antissemitas do Trollface também existem, usadas por usuários do 4chan e sites semelhantes como um símbolo de ódio.

## Direitos autorais
Ramirez registrou Trolls no United States Copyright Office em 27 de julho de 2010. Ele estima que ganhou mais de 100 mil dólares em taxas de licenciamento, acordos e outros pagamentos, com receitas mensais chegando a 15 mil dólares em seu pico de popularidade. Isto inclui o licenciamento de camisas com o rosto sendo vendido pela rede de varejo Hot Topic. O jogo eletrônico Meme Run, para o console da Nintendo Wii U, foi retirado por violação de direitos autorais por incluir Trollface como personagem principal. O Trollface não é uma marca registrada.

## Impacto

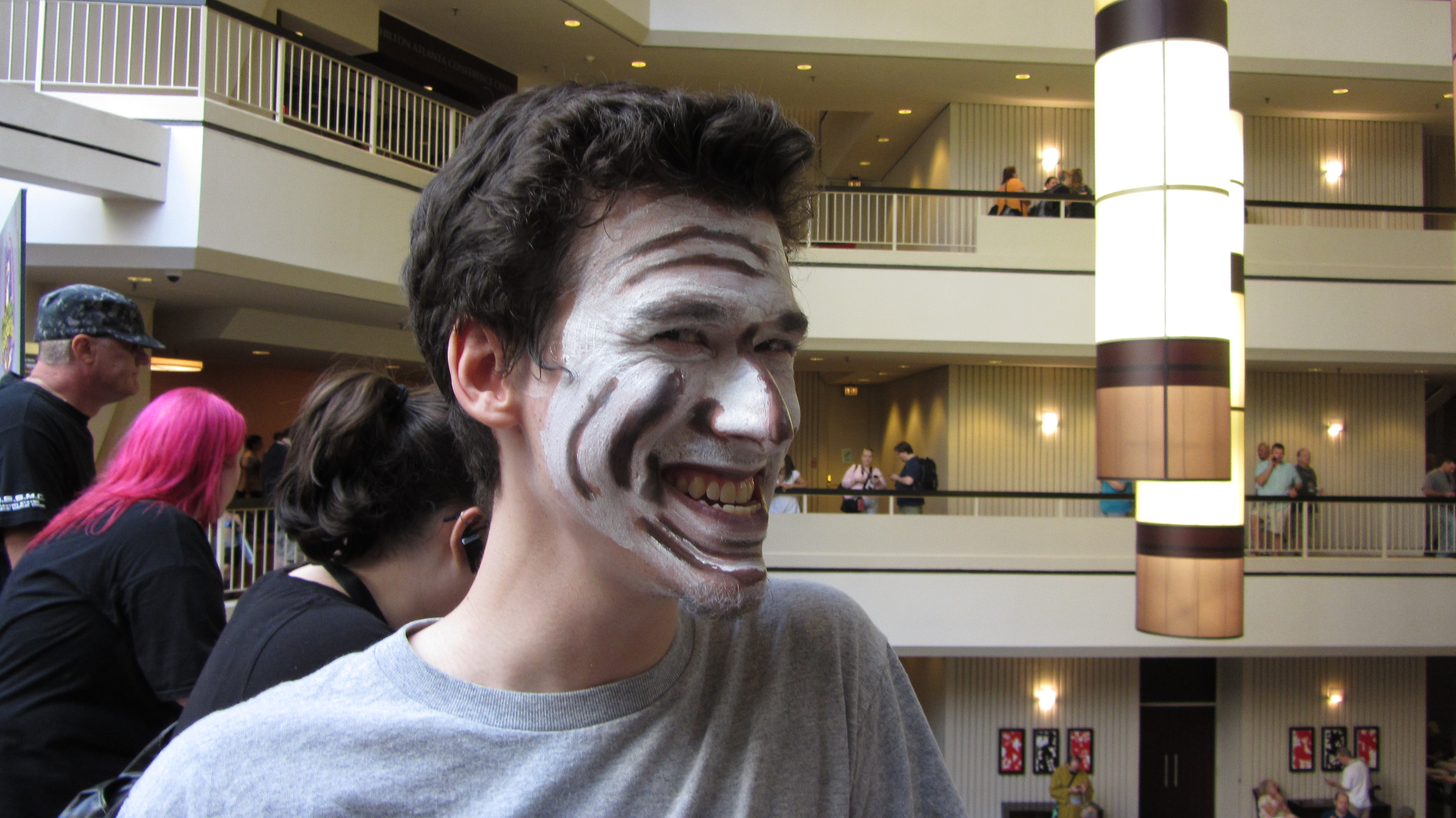
Homem com maquiagem de Trollface na Dragon Con 2011.

O Trollface foi descrito pela La Tercera como "o pai dos memes". Um busto do Trollface foi exibido no museu da Cidade do México Museo del Meme.
Em março de 2012, um vídeo viral mostrou um banner com o Trollface e a palavra "Problem?" sendo usado pelos torcedores do time turco Eskişehirspor para protestar contra uma mudança nas regras.
O Trollface é ocasionalmente usado como personagem de fantasia de Halloween e cosplay.